# Klucz C

Współcześnie używana forma klucza C.

Klucz C – jeden z trzech rodzajów kluczy notacji muzycznej.

## Historia
Kształt tego klucza pochodzi od stylizowanej litery C, którą przyjęto (już w IX/X wieku) do oznaczania linii, na której notowano dźwięk c1. Po licznych zmianach uzyskał on współczesną formę.

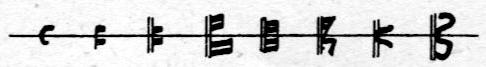
Ewolucja od litery C do klucza C

## Odmiany klucza
Istnieją następujące odmiany klucza C różniące się jego położeniem na pięciolinii:
|    | Nazwa                           | Skala dźwięków zapisywanych bez linii dodanych |
| -- | ------------------------------- | ---------------------------------------------- |
| 1. | sopranowy                       | h – e2                                         |
| 2. | mezzosopranowy                  | g – c2                                         |
| 3. | altowy                          | e – a1                                         |
| 4. | tenorowy                        | c – f1                                         |
| 5. | barytonowy[wymaga weryfikacji?] | A – d1                                         |

Współcześnie używa się kluczy:

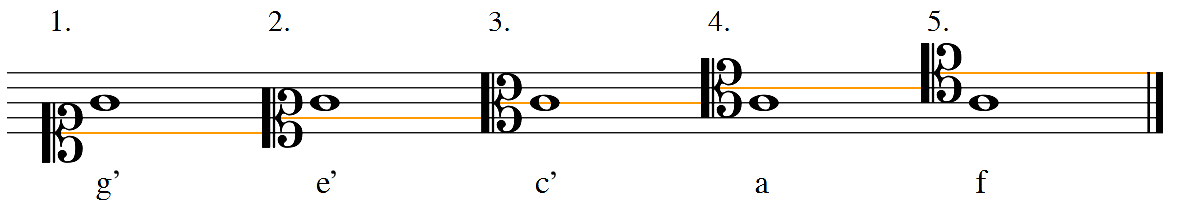
Ta sama nuta na pięciolinii zapisana w różnych kluczach oznacza różne dźwięki.
Linia wyznaczająca pozycję dźwięku c razkreślne oznaczona jest kolorem pomarańczowym.

- altowego do zapisania partii altówki (poza najwyższym rejestrem);
- tenorowego do zapisania wyższych rejestrów partii puzonu, wiolonczeli, kontrabasu i fagotu.